# 캐럴라인 장
캐롤라인 자오 장(영어: Caroline Zhao Zhang, 중국어: 張圓圓, 병음=Zhāng Yuányuán, 1993년 5월 20일 ~, 미국 매사추세츠주 보스턴)은 중국계 미국인인 피겨 스케이팅 선수이다. 2007 주니어 세계선수권 우승, 2006 주니어 그랑프리 파이널 우승자이다.

## 기본정보
- 생년월일: 1993년 5월 20일 (27세)
- 신장: 158 cm
- 출생지: 보스턴시
- 거주지: 캘리포니아주 브리아 시
- 학력 : 중학교 졸업 후 가정통신교육 수학, 대학은 UC 얼바인에 합격한 상태
- 가족: 부모님, 언니
- 종교: 개신교
- 별명: 캐롤(Carol)
- 세계랭킹: 6위
- 좋아하는 선수: 미셸 콴
- 코치: 피터 오피가드, 캐런 콴
- 안무가: 데이비드 윌슨
- 전지훈련지: East West Ice Palace (아르테시아)
- ISU 공인 개인 최고 기록
  - 쇼트: 62.60점 (2008 주니어 세계선수권)
  - 프리: 114.66점 (2007 그랑프리 파이널)
  - 총점: 176.48점 (2007 그랑프리 파이널)

## 인물
캐롤라인 자오 장(Caroline Zhao(趙) Zhang(張)에서 가운데 이름(middle name)인 자오(Zhao, 趙)는 그녀의 어머니의 성이다.)은 미국 보스턴에서 태어났고, 어렸을 때캘리포니아주로 이사하였다. 장은 중국계 미국 이민 2세이다.. 캐롤라인 장의 부모는 중국 우한 출신이며, 장의 언니는 중국에서 태어났다. 피겨 스케이팅에 입문하기 전에 발레를 하였고 피아노 연주를 즐긴다. 중학교 때에는 바이올린 악장을 맡기도 하였다.

## 경력
캐롤라인 장은 5세 때부터 스케이팅을 시작하였다. 2006년 12세 때, 주니어 미국 선수권에서 8위를 차지하며 유망한 선수로 주목받기 시작했고, 이듬해 시즌에는 멕시코에서 열린 주니어 그랑프리 출전권을 따냈다.
2006-07 시즌, 처음으로 국제무대에 데뷔하여 참가한 주니어 그랑프리 시리즈 대회에서 모두 우승을 차지하며 가장 높은 성적으로 주니어 그랑프리 파이널에 진출하였다. 파이널에서도 압도적인 실력으로 금메달을 차지했다. 이듬해 열린 2007년 주니어 미국 선수권에서는 동갑내기 라이벌 미라이 나가수에게 밀려 은메달에 머물렀다. 그러나 곧이어 3월에 열린 주니어 세계 선수권에서는 나가수를 제치고 챔피언의 자리에 올랐다.
2007-08시즌, 14세의 나이로 시니어 그랑프리에 출전하였다. 시니어 선수권 대회가 개최년도의 6월 30일 이전까지 15세가 되는 선수들만 나갈 수 있는데, 그랑프리 대회는 14세가 되는 선수도 출전이 가능하기 때문에 성인 무대로 나올 수 있었다. 첫 대회인 스케이트 아메리카에서는 처음으로 3회전-3회전 컴비네이션 점프를 시도했지만 회전 부족 판정을 받았으며, 이후 프리프로그램에서도 거의 모든 3회전 점프가 2회전으로 회전 부족 판정과 트리플 러츠 점프의 잘못된 도약 방식에 대한 지적을 받아 낮은 점수를 기록했지만 3위에 입상했다. 이어 컵 오브 차이나 대회에서는 3회전-3회전 컴비네이션을 인정받았으나 트리플 러츠의 감점을 받았다. 프리프로그램에서는 2번이나 넘어졌지만 김연아에 이어 은메달을 차지했고, 최연소로 그랑프리 파이널 진출하게 되었다. 파이널에서도 안정된 연기로 3회전-3회전 컴비네이션을 모두 성공시키기도 했지만 4위에 머물렀다.
2008년 1월에 열린 미국 선수권에서는 4위를 기록하여 주니어 선수권 참가가 불투명했지만, 미국 피겨 연맹의 결정으로 미국 주니어 내셔널 우승자가 아닌 캐롤라인 장이 주니어 선수권에 참가하게 되었다. 주니어 선수권에서 쇼트 프로그램의 컴비네이션 점프를 성공시키며 좋은 출발을 보였으나 프리프로그램에서 소수점 차이로 같은 미국 선수인 레이첼 플랫에게 밀려 은메달에 그쳤다.
2008-09시즌, 15세의 나이로 지난 시즌과 같이 시니어 그랑프리에 출전하였다. 0809시즌에 장이 참가하는 첫 그랑프리인 Skate Canada에서 쇼트 3위를 기록하지만 프리에서 캐나다의 조애니 로셰트와 이탈리아의
카롤리나 코스트너 등의 선수에게 밀려 총점 5위를 기록한다. 이어서 4차대회인 TEB에서 쇼트와 프리 모두 3위를 기록하여 총점 3위, 동메달을 땄다.

## 스케이팅 기술
캐롤라인 장은 3회전 러츠 점프의 도약 방법이 잘못되었다는 지적을 받고 있다. 올바른 트리플 러츠 점프는 스케이트의 바깥쪽 엣지로 도약하여 점프를 해야 하지만, 장은 점프 직전에 스케이트의 안쪽 엣지로 바꾸고 점프를 하여 플러츠(Flutz)점프가 된다.
그러나 2007년 5월, ISU(국제빙상연맹)에서 강화된 규칙에서는 이러한 잘못된 점프를 엄격하게 단속한다는 규정이 수록되어, 2007-08시즌부터는 잘못된 에지의 트리플 러츠 점프에 감점을 받고 있다. 이로 인해, 2007-08시즌에서는 출전한 모든 국제대회에서 '회전부족 판정' 혹은 '잘못된 점프도약 판정'을 받고 있다.
또한 비교적 쉬운 난이도인 3회전 살코 점프를 국제무대 데뷔 후 처음으로 2008-2009시즌 스케이트 캐나다에서 성공했다.
스핀에 뛰어난 실력을 가지고 있다. 특히 레이백 스핀(등을 뒤로 젖히는 스핀)에서 비엘만 동작으로 이어지는 펄스핀은 그녀가 국제무대에서 최초로 선보인 기술로, 2007년 스케이트 아메리카에서는 모든 심판이 이 스핀에 최고 가산점인 3점을 주기도 하였다.
스파이럴 역시 뛰어난 유연성을 살려 180도에 가까운 아름다운 포지션을 선보이고 있다.

## 프로그램
| 시즌    | 쇼트 프로그램                      | 프리 프로그램                                          | 갈라쇼                                                         |
| ------- | ---------------------------------- | ------------------------------------------------------ | -------------------------------------------------------------- |
| 2007-08 | 〈Spanish Gypsy〉 Ray DeTone       | 〈Ellens dritter Gesang〉 슈베르트 작곡                | 〈Born to Try〉 Delta Goodrem 〈You Raise Me Up〉 Celtic Woman |
| 2006-07 | 〈Olga〉영화 '라벤더의 연인들' OST | 〈Meditation〉 - 《타이스 (오페라)》 중 쥘 마스네 작곡 | 〈You Raise Me Up〉 Celtic Woman                               |
| 2005-06 | 〈O Mio Babbino Caro〉 푸치니 작곡 | 〈Meditation〉 《타이스 (오페라)》 중 쥘 마스네 작곡   |                                                                |

## 주요 대회 출전 경력
| 대회/시즌                  | 2004-2005 | 2005-2006 | 2006-2007 | 2007-2008 | 2008-2009 | 2009-2010 |
| -------------------------- | --------- | --------- | --------- | --------- | --------- | --------- |
| 미국 선수권 대회           | 4 N.      | 8 J.      | 2 J.      | 4         | 3         | 11        |
| 4대륙선수권                |           |           |           |           | 4         | 3         |
| 그랑프리 파이널            |           |           |           | 4         |           |           |
| 트로피 에릭 봉파르         |           |           |           |           | 3         | 4         |
| 스케이트 캐나다            |           |           |           |           | 5         |           |
| 컵 오브 차이나             |           |           |           | 2         |           |           |
| 스케이트 아메리카          |           |           |           | 3         |           |           |
| 주니어 세계선수권          |           |           | 1         | 2         | 2         |           |
| 주니어 그랑프리 파이널     |           |           | 1         |           |           |           |
| 주니어 그랑프리 불가리아   |           |           | 1         |           |           |           |
| 주니어 그랑프리 슬로바키아 |           |           | 1         |           |           |           |

- N = 노비스(13세 이하); J = 주니어(13세 이상)

## 같이 보기
- 김연아
- 윤예지
- 김채화
- 안도 미키
- 아사다 마오
- 카롤리나 코스트너
- 조아니 로셰트
- 나카노 유카리
- 미라이 나가수